# 張安侯
張安侯（1904年—1984年10月28日），生於浙江紹興，政治人物與會計師。曾以中國青年黨籍身份，任第一屆國民大會代表，為安侯建業聯合會計師事務所共同創辦人。

## 生平
畢業於上海復旦大學。
1947年，當選紹興縣候補國民會大會代表。1949年，隨國民政府撤退來到台灣。
1952年，在台北市創立張安侯會計師事務所。
1971年，與朱寶奎、吳國風，共同組設安侯聯合會計師事務所。